# Братчикова Анастасія Вікторівна
Анастасія Вікторівна Братчикова (рос. Анастасия Викторовна Братчикова; нар. 21 лютого 1989, Єгор'євськ, Московська область) — російська борчиня вільного стилю, дворазова чемпіонка Європи, срібна призерка Європейських ігор. Майстер спорту міжнародного класу з вільної боротьби.

## Життєпис
Боротьбою почала займатися з 2004 року. У 2008 році стала чемпіонкою світу серед юніорів. Наступного року завоювала золоту медаль чемпіонату Європи серед юніорів і бронзову нагороду чемпіонату світу в цій же віковій групі.
У першій збірній команді Росії з 2011 року.
Виступає за ЦЛВС (Московська область), СДЮСШОР (Єгорьєвськ). Тренери — Олег Чернов, Юрій Чернов.
Чемпіонка Росії (2010, 2012 — до 63 кг). Срібна (2011, 2016 — до 63 кг; 2014 року — до 69 кг) і бронзова (2013 — до 63 кг; 2017 — до 69 кг) призерка чемпіонатів Росії.

## Спортивні результати на міжнародних змаганнях

### Виступи на Чемпіонатах світу
| Змагання                        | Збірна | Вагова категорія          | Місце |
| ------------------------------- | ------ | ------------------------- | ----- |
| Чемпіонат світу з боротьби 2012 | Росія  | жіноча боротьба, до 63 кг | 14    |
| Чемпіонат світу з боротьби 2013 | Росія  | жіноча боротьба, до 63 кг | 5     |
| Чемпіонат світу з боротьби 2017 | Росія  | жіноча боротьба, до 69 кг | 10    |
| Чемпіонат світу з боротьби 2018 | Росія  | жіноча боротьба, до 68 кг | 18    |

### Виступи на Чемпіонатах Європи
| Змагання                         | Збірна | Вагова категорія          | Місце  |
| -------------------------------- | ------ | ------------------------- | ------ |
| Чемпіонат Європи з боротьби 2017 | Росія  | жіноча боротьба, до 69 кг | Золото |
| Чемпіонат Європи з боротьби 2018 | Росія  | жіноча боротьба, до 68 кг | Золото |
| Чемпіонат Європи з боротьби 2019 | Росія  | жіноча боротьба, до 68 кг | 12     |

### Виступи на Європейських іграх
| Змагання              | Збірна | Вагова категорія          | Місце  |
| --------------------- | ------ | ------------------------- | ------ |
| Європейські ігри 2019 | Росія  | жіноча боротьба, до 68 кг | Срібло |

### Виступи на Кубках світу
| Змагання                    | Збірна | Вагова категорія          | Місце |
| --------------------------- | ------ | ------------------------- | ----- |
| Кубок світу з боротьби 2012 | Росія  | жіноча боротьба, до 63 кг | 9     |
| Кубок світу з боротьби 2017 | Росія  | команда                   | 5     |
| Кубок світу з боротьби 2019 | Росія  | команда                   | 6     |

### Виступи на інших змаганнях
| Змагання                                                       | Збірна | Вагова категорія          | Місце  |
| -------------------------------------------------------------- | ------ | ------------------------- | ------ |
| Гран-прі Німеччини з боротьби 2007                             | Росія  | жіноча боротьба, до 59 кг | Срібло |
| Гран-прі Німеччини з боротьби 2008                             | Росія  | жіноча боротьба, до 59 кг | Бронза |
| Гран-прі Німеччини з боротьби 2009                             | Росія  | жіноча боротьба, до 63 кг | Бронза |
| Турнір Олександра Медведя 2011                                 | Росія  | жіноча боротьба, до 63 кг | Бронза |
| Золотий Гран-прі з боротьби 2011 (Баку)                        | Росія  | жіноча боротьба, до 63 кг | 9      |
| Відкритий чемпіонат Польщі з боротьби 2011                     | Росія  | жіноча боротьба, до 63 кг | Золото |
| Золотий Гран-прі з боротьби 2012 (Кліппан )                    | Росія  | жіноча боротьба, до 63 кг | 12     |
| Відкритий чемпіонат Польщі з боротьби 2012                     | Росія  | жіноча боротьба, до 63 кг | 5      |
| Гран-прі Іспанії з боротьби 2013                               | Росія  | жіноча боротьба, до 63 кг | Бронза |
| Міжнародний турнір Олімпія 2013                                | Росія  | жіноча боротьба, до 63 кг | Золото |
| Відкритий кубок Росії з боротьби 2014                          | Росія  | жіноча боротьба, до 69 кг | Золото |
| Олімпійський кваліфікаційний турнір з боротьби 2016 (Зренянин) | Росія  | жіноча боротьба, до 63 кг | Срібло |
| Турнір міста Сассарі 2016                                      | Росія  | жіноча боротьба, до 63 кг | Золото |
| Чемпіонат Росії з боротьби 2016                                | Росія  | жіноча боротьба, до 63 кг | Срібло |
| Кубок Європейських націй з боротьби 2016                       | Росія  | команда                   | Золото |
| Золотий Гран-прі з боротьби 2016                               | Росія  | жіноча боротьба, до 69 кг | Бронза |
| Гран-прі «Іван Яригін» 2017                                    | Росія  | жіноча боротьба, до 69 кг | 13     |
| Klippan Lady Open 2017                                         | Росія  | жіноча боротьба, до 69 кг | Бронза |
| Чемпіонат Росії з боротьби 2017                                | Росія  | жіноча боротьба, до 69 кг | Бронза |
| Кубок Алроси 2017                                              | Росія  | команда                   | Золото |
| Турнір Дана Колова — Николи Петрова 2018                       | Росія  | жіноча боротьба, до 69 кг | Срібло |
| Чемпіонат Росії з боротьби 2018                                | Росія  | жіноча боротьба, до 68 кг | Золото |
| Відкритий чемпіонат Польщі з боротьби 2018                     | Росія  | жіноча боротьба, до 68 кг | 8      |
| Чемпіонат Росії з боротьби 2019                                | Росія  | жіноча боротьба, до 68 кг | Срібло |
| Турнір міста Сассарі з боротьби 2019                           | Росія  | жіноча боротьба, до 68 кг | Бронза |
| Відкритий чемпіонат Польщі з боротьби 2019                     | Росія  | жіноча боротьба, до 68 кг | 5      |
| Турнір Маттео Пелліцоне 2020                                   | Росія  | жіноча боротьба, до 68 кг | 17     |

### Виступи на змаганнях молодших вікових груп
| Змагання                                       | Збірна | Вагова категорія          | Місце  |
| ---------------------------------------------- | ------ | ------------------------- | ------ |
| Чемпіонат Європи з боротьби серед кадетів 2006 | Росія  | жіноча боротьба, до 60 кг | 7      |
| Чемпіонат Європи з боротьби серед юніорів 2008 | Росія  | жіноча боротьба, до 59 кг | 8      |
| Чемпіонат світу з боротьби серед юніорів 2008  | Росія  | жіноча боротьба, до 59 кг | Золото |
| Чемпіонат Європи з боротьби серед юніорів 2009 | Росія  | жіноча боротьба, до 67 кг | Золото |
| Чемпіонат світу з боротьби серед юніорів 2009  | Росія  | жіноча боротьба, до 63 кг | Бронза |